# Кириллов, Сергей Анатольевич
Сергей Анатольевич Кириллов (род. 1 сентября 1978) — российский борец вольного стиля, Обладатель Кубка мира. Брат близнец — Дмитрий, также борец.

## Карьера
В марте 2009 года в Тегеране составе сборной России стал бронзовым призёром Кубка мира. В марте 2010 в Москве стал обладателем Кубка мира в составе сборной России.

## Спортивные результаты
- Гран-при Иван Ярыгин 2008 — ;
- Гран-при Иван Ярыгин 2009 — ;
- Кубок мира по борьбе 2009 (команда) — ;
- Кубок мира по борьбе 2010 (команда) — ;
- Кубок мира по борьбе 2010 — 10;